# Луцій Атілій (префект 215 року до н. е.)
Луцій Атілій (лат. Lucius Atilius; III століття до н. е.) — військовий діяч Римської республіки, префект 215 року до н. е. у місті Локрі.

## Біографічні відомості
Походив з плебейського роду Атіліїв. Про нього відомо, що під час Другої Пунічної війни був префектом у Локрі в Південній Італії. При підході військ Ганнібала він та його вояки таємно покинули місто та відступили до Регії. Про подальшу долю Луція Атілія відомості не збереглися.